# 高俊苑

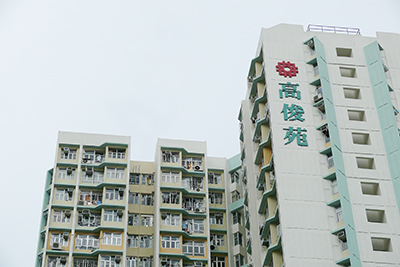
翻油後的高俊苑大廈特寫

高俊苑（英語：Ko Chun Court）是香港房屋委員會的居屋屋苑之一，位於九龍觀塘區油塘的西部。屋苑屬居者有其屋第15期甲及第15期乙。

## 歷史
前身為高超道邨第7座至第10座，在1971年落成；隨後於1990年展開清拆工程。

## 簡介
高俊苑毗鄰高怡邨，設有行人天橋連升降機連接。於1995年7月至1996年1月期間落成 。
由於高俊苑受舊機場高度限制，樓高只能有20-21層高，故採用和諧1A型設計、將屋宇裝備用房全數置於服務核心內（包括：垃圾房、導管及電錶房等），以騰空更多的外牆面積給單位睡房之用，使可售面積增加、從而增加售樓收益，並將土地資源運用極大化，以彌補高度限制下所犧牲的可建面積。
2012年無綫電視劇《缺宅男女》，亦在屋苑中的單位，走廊及噴水池取景。

## 屋苑資料

### 樓宇
| 樓宇名稱（座號） | 樓宇類型                   | 落成年份      | 層數 | 每層伙數 | 每座單位總數（伙） | 承建商     | 提供升降機的廠商 |
| ---------------- | -------------------------- | ------------- | ---- | -------- | ------------------ | ---------- | ---------------- |
| 俊匯閣（A座）    | 和諧一A型第四款 （第一代） | 1995年7月13日 | 20   | 16       | 320                | 朱祥興建築 | 奧的斯           |
| 俊盈閣（B座）    | 和諧一A型第四款 （第一代） | 1995年7月13日 | 20   | 16       | 320                | 朱祥興建築 | 奧的斯           |
| 俊滿閣（C座）    | 和諧一A型第四款 （第一代） | 1995年7月13日 | 20   | 16       | 320                | 朱祥興建築 | 奧的斯           |
| 俊溢閣（D座）    | 和諧一A型第四款 （第一代） | 1996年1月4日  | 20   | 16       | 320                | 朱祥興建築 | 奧的斯           |
| 俊茂閣（E座）    | 和諧一A型第四款 （第一代） | 1996年1月4日  | 21   | 16       | 336                | 朱祥興建築 | 奧的斯           |

### 設施

#### 商業設施及停車場
- 多層停車場、便利店及西醫診所
- 1個順便智能櫃（位於來往高怡邨的穿梭升降機大堂空間）[3]

#### 社區服務設施及休憩用地
- 籃球場（停車場上蓋）

## 相片集

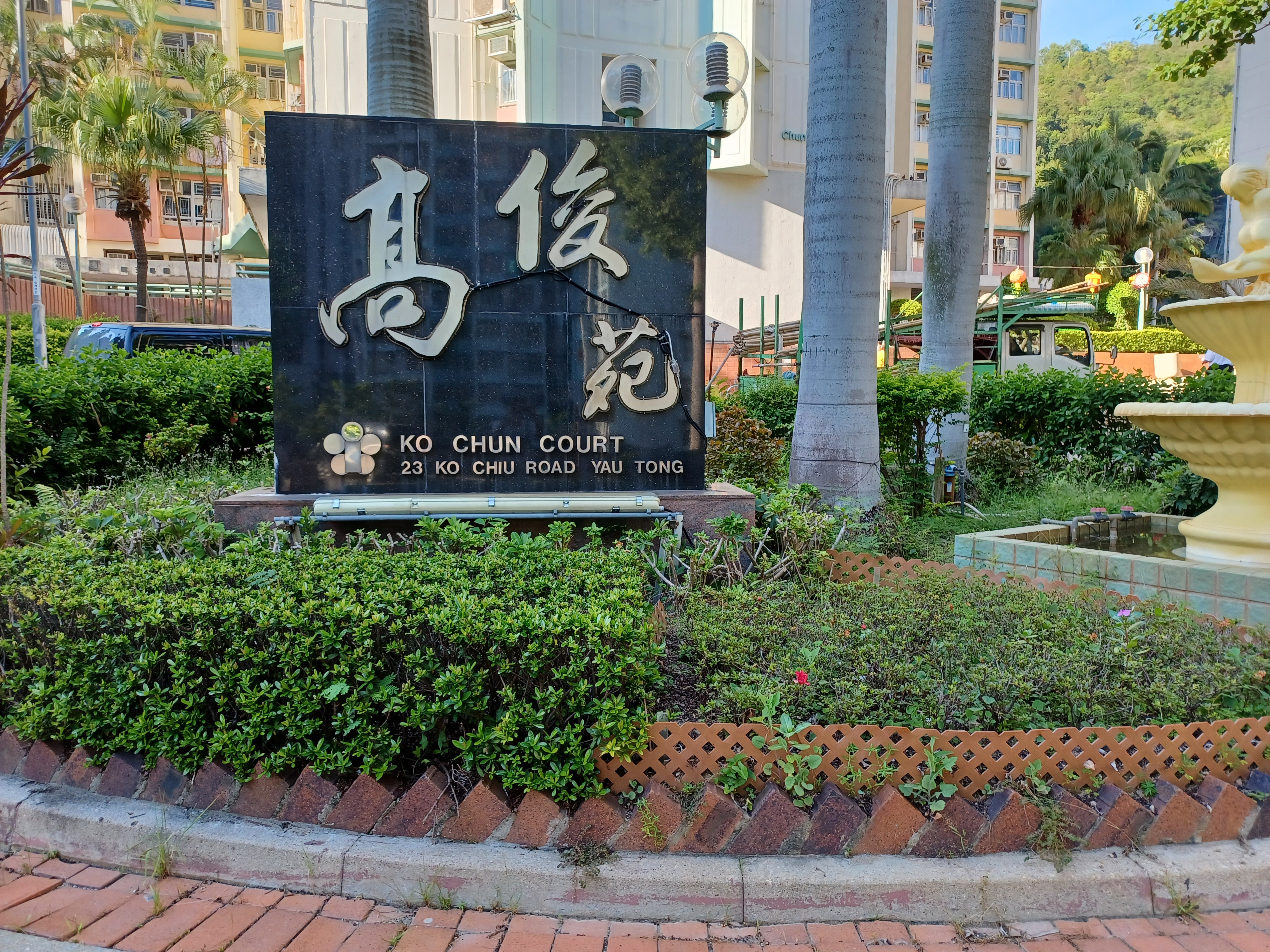
牌坊
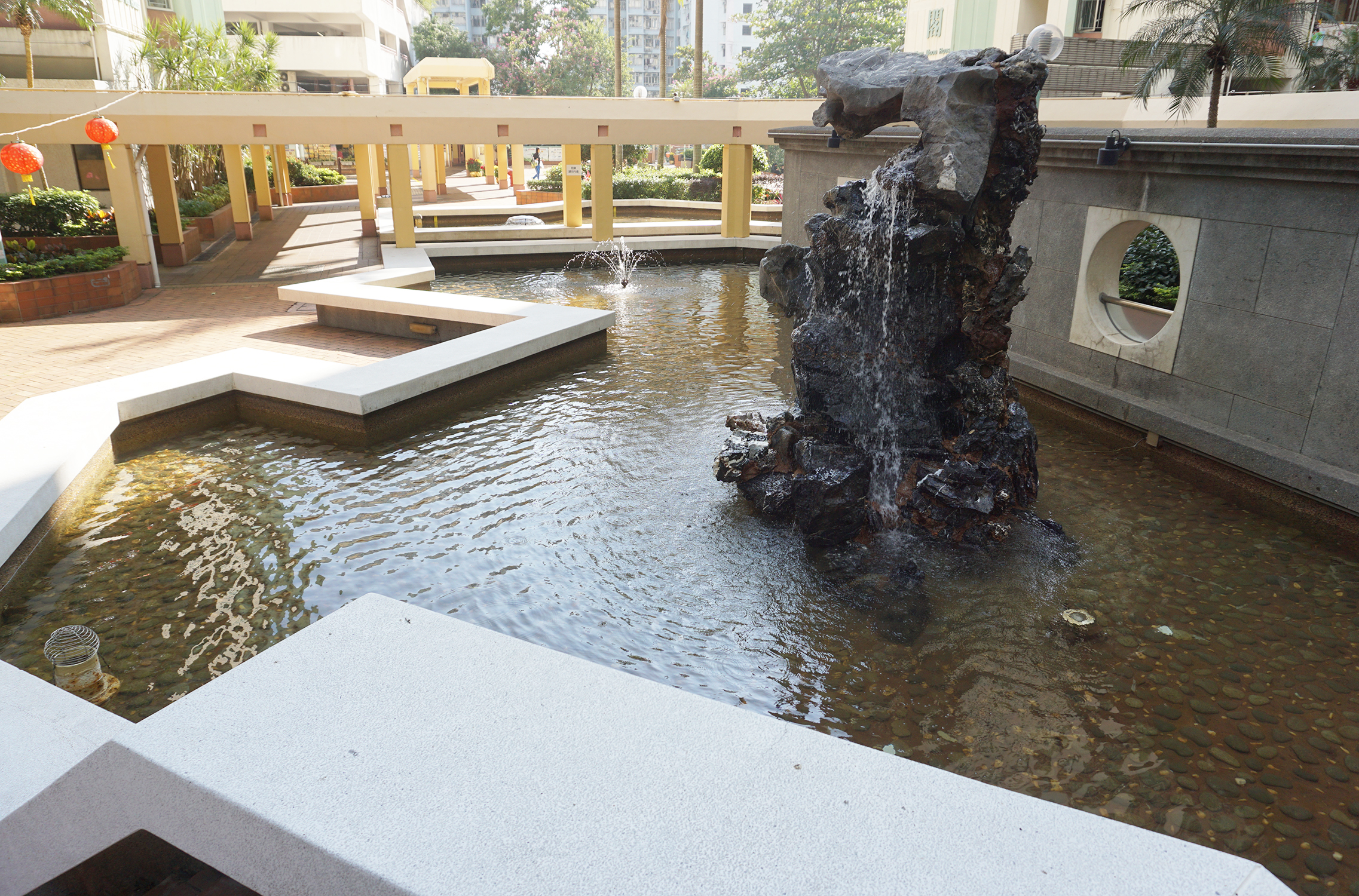
人造瀑布、噴水池及有蓋行人通道
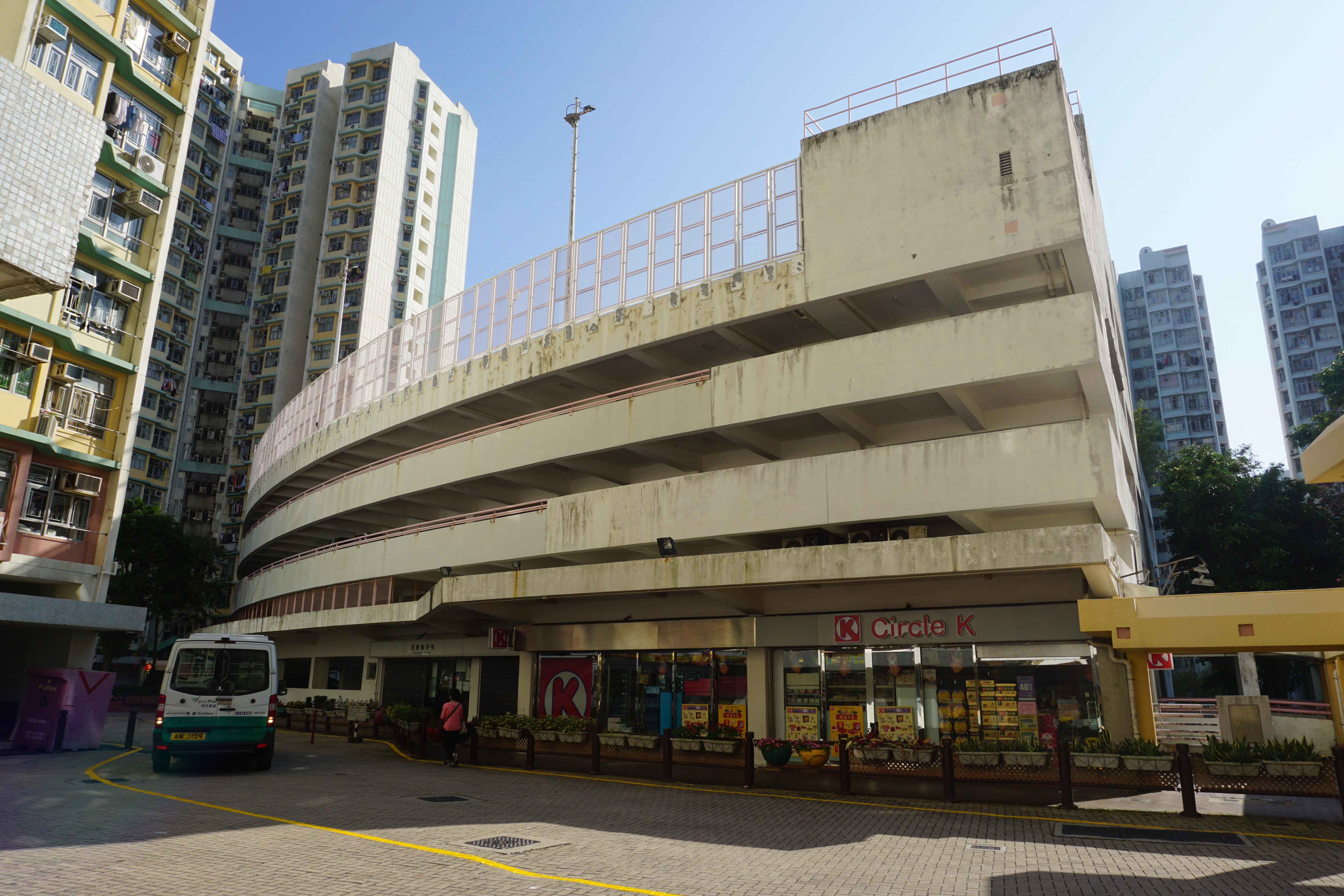
停車場及商店
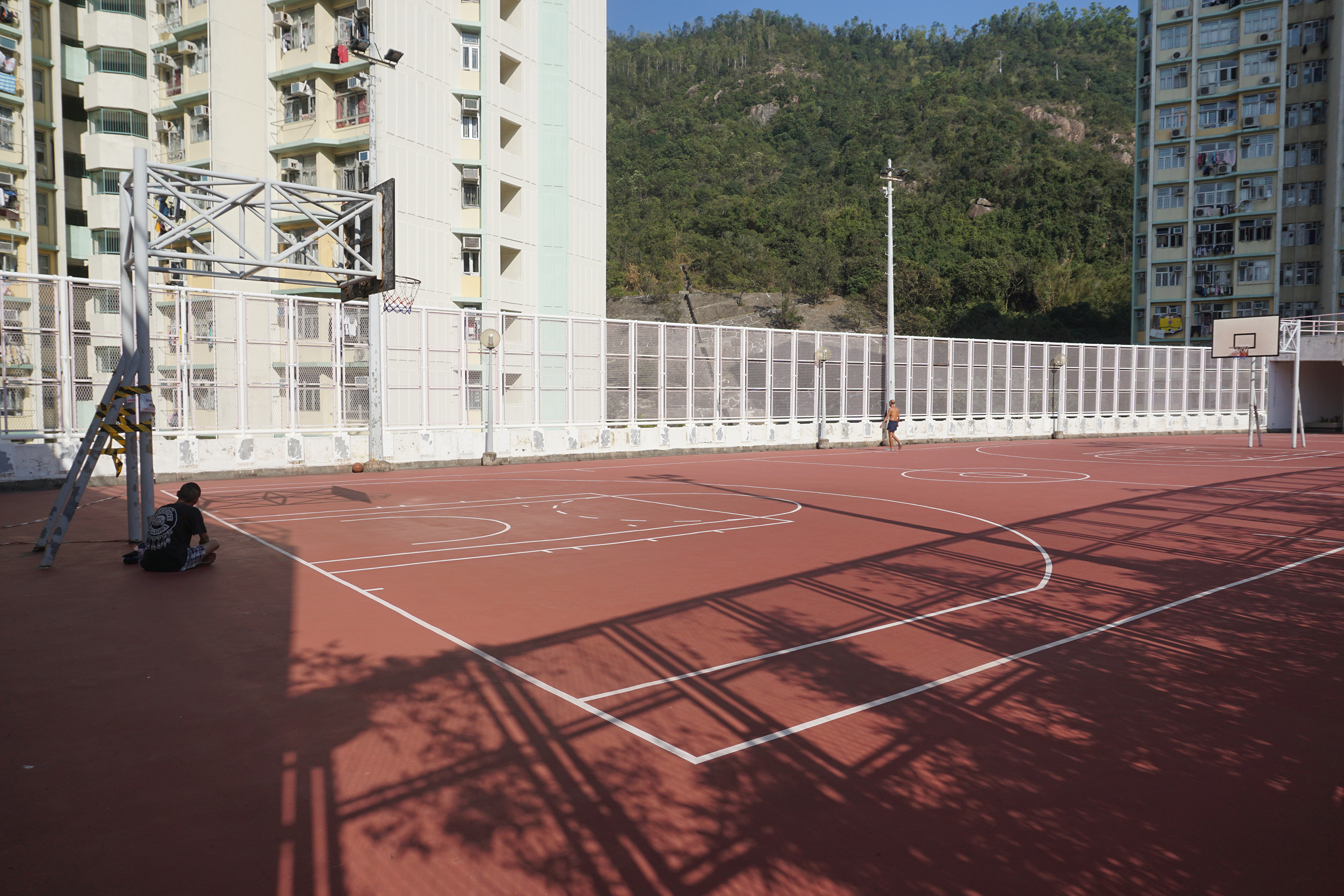
籃球場
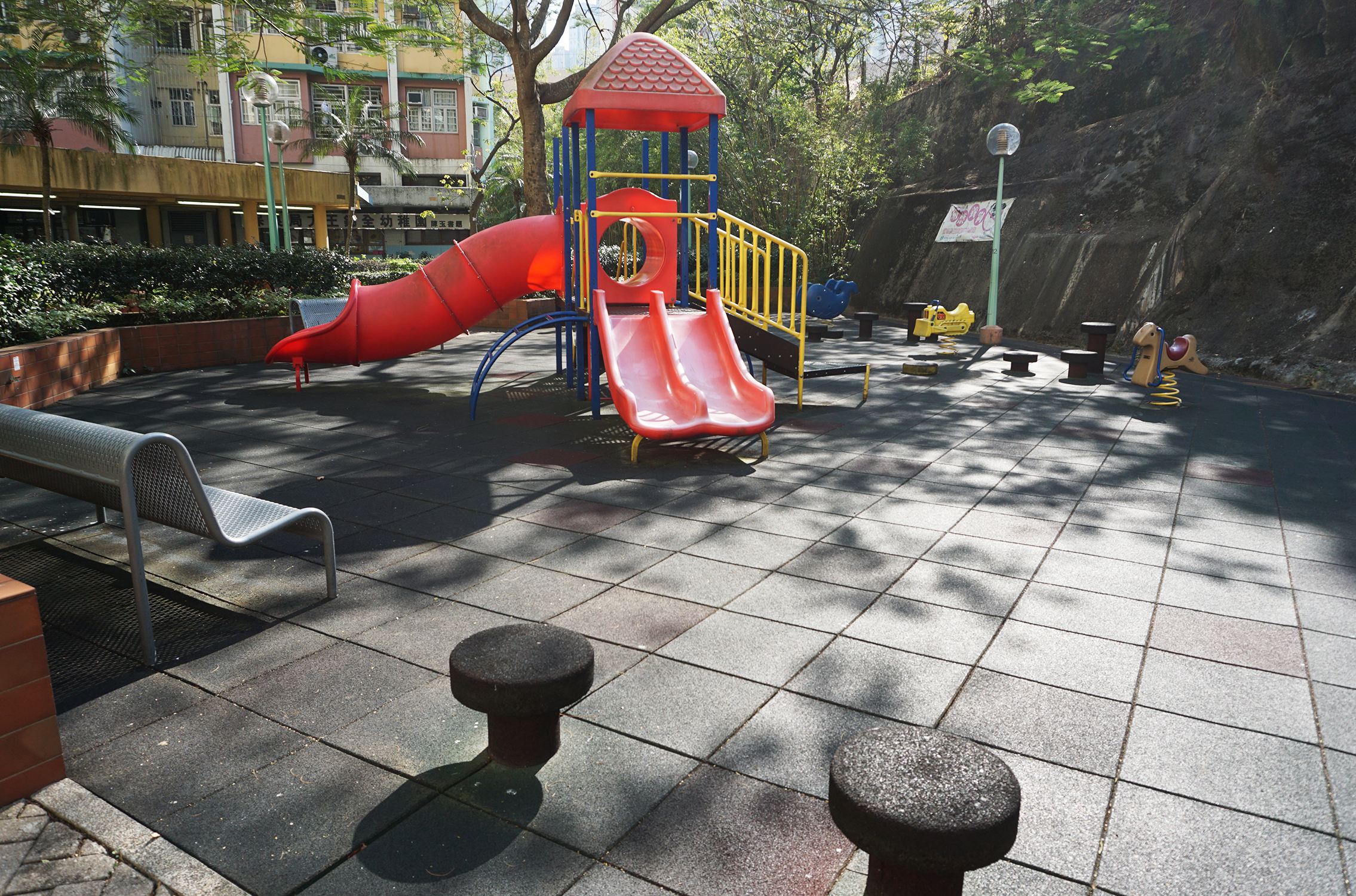
幼稚園及兒童遊樂場
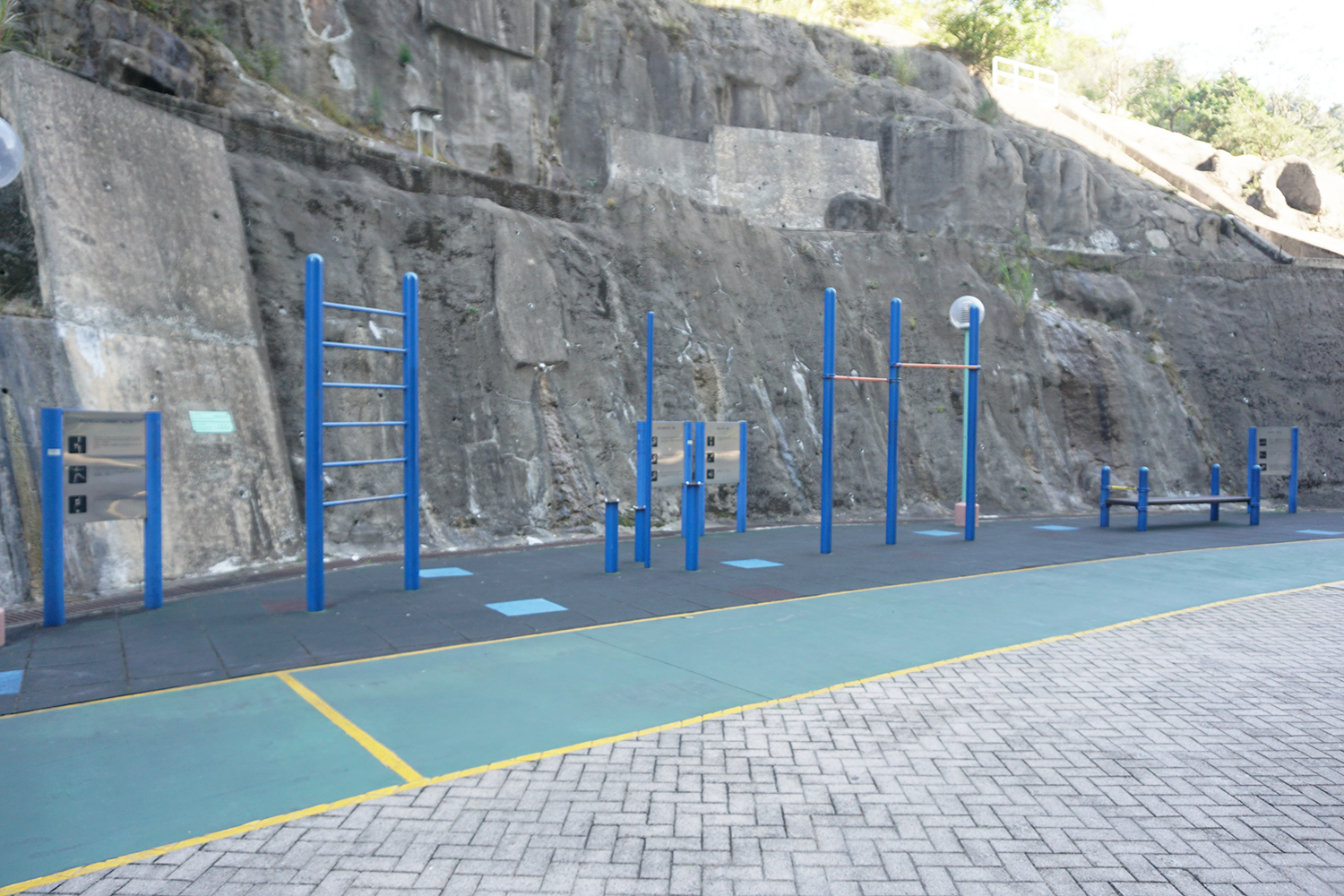
健體區
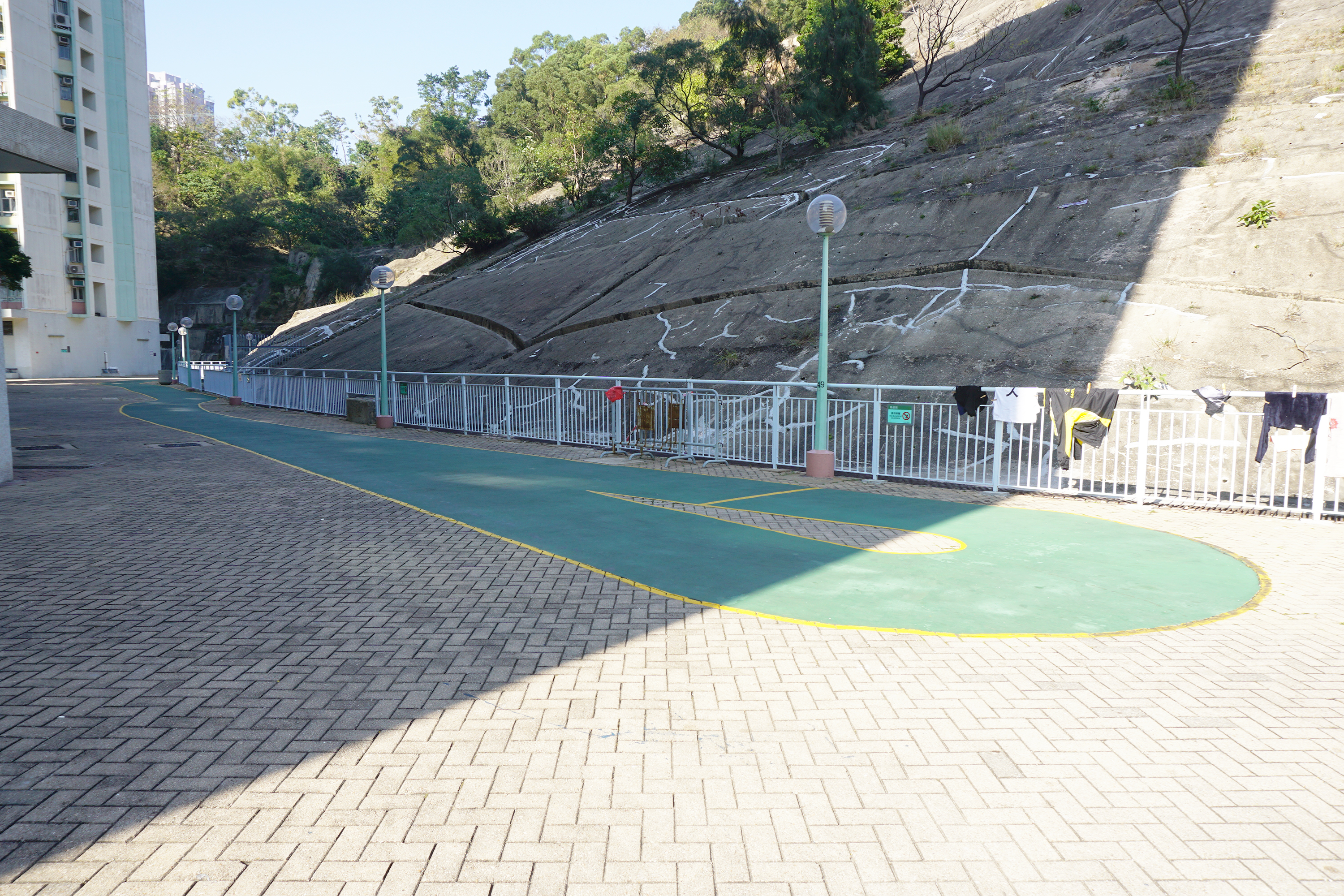
緩跑徑
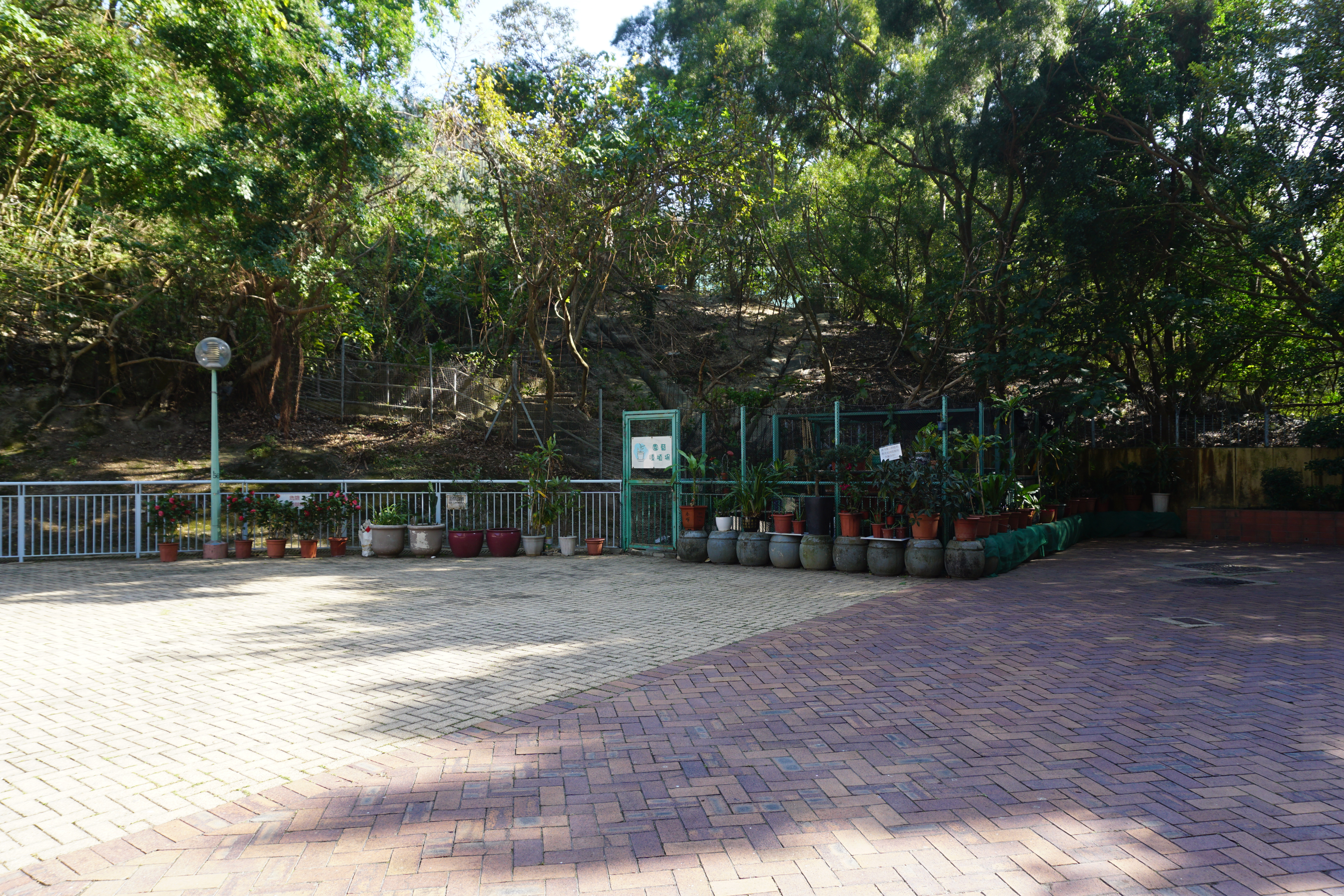
園藝種植場
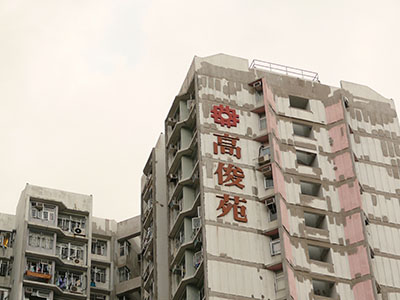
翻油前的高俊苑

## 教育設施

### 幼稚園
- 保良局方王錦全幼稚園 （页面存档备份，存于） （1995年創辦）（位於高俊苑俊滿閣地下）

## 著名居民
- 呂東孩：油塘油塘西選區區議員[4]

## 外部連結
- 房委會高俊苑資料 （页面存档备份，存于）
- Yahoo! 高俊苑資料 （页面存档备份，存于）
- 觀塘區巴士線 （页面存档备份，存于）
- 觀塘區紅色小巴線